# Liste der Monuments historiques in Saint-Rémy-aux-Bois
Die Liste der Monuments historiques in Saint-Rémy-aux-Bois führt die Monuments historiques in der französischen Gemeinde Saint-Rémy-aux-Bois auf.

## Liste der Objekte
| Bezeichnung | Beschreibung | Standort                     | Kennzeichnung | Schutzstatus | Datum | Bild |
| ----------- | --- | ---------------------------- | ------------- | ------------ | ----- | ---- |
| Hauptaltar  | Altartisch, Altaraufbau, Tabernakel, und acht Skulpturen; Holz, farbig gefasst und vergoldet, Anfang des 18. Jahrhunderts, aus dem Umfeld von Jean Bailly | in der Kirche St-Rémy (Lage) | PM54000842    | Classé       | 1981  |      |